# Fumio Gotō
Fumio Gotō (後藤 文夫, Gotō Fumio) (7 mars 1884 - 13 mai 1980) est un homme politique japonais qui fut brièvement Premier ministre du Japon en remplacement en 1936 pendant trois jours.

## Biographie
Né dans la préfecture d'Ōita, Gotō est diplômé de la faculté de droit de l'université impériale de Tokyo en 1909. Au début de sa carrière dans les années 1920, il travaille au ministère de l'Intérieur et est directeur de l'administration du bureau du gouverneur-général de Taïwan. 
Dans les années 1930, Gotō est nommé à la chambre des pairs du Japon. Il est ministre de l'Agriculture, des Forêts et de la Pêche de 1932 à 1934 dans le gouvernement de Saitō Makoto puis est ministre de l'Intérieur dans le gouvernement de Keisuke Okada. 
Immédiatement après l'incident du 26 février, Gotō est Premier ministre en remplacement tandis que le Premier ministre Okada se cache d'assassins potentiels. Il est président de l'association de soutien à l'autorité impériale de 1941 à 1943 puis ministre de l'État dans le gouvernement de Hideki Tōjō.
Arrêté par les forces d'occupation américaines après la capitulation du Japon, il est détenu à la prison de Sugamo à Tokyo en attente de son procès pour crimes de guerre, mais est relâché en 1948 sans avoir été jugé. D'avril 1953 à juin 1959, il est membre de la chambre des conseillers du Japon. Il est décoré du grand cordon de l'ordre du Soleil levant en novembre 1971.